# Mykołajiwka (hromada Switłodarśk)
Mykołajiwka (ukr. Миколаївка) – wieś na Ukrainie, w obwodzie donieckim, w rejonie bachmuckim. W 2001 liczyła 16 mieszkańców.